# Сигрист, Слоан
Мэри Слоан Сигрист (англ. Mary Sloan Siegrist; род. 24 сентября 1980, США) — гуамская легкоатлетка, выступавшая в беге на средние дистанции. Участница летних Олимпийских игр 2004 года.

## Биография
Слоан Сигрист родилась 24 сентября 1980 года в США.
Выступала в легкоатлетических соревнованиях за клуб Большого Бостона.
В 1998 году завоевала три золотых медали на Микронезийских играх в Палау в беге на 800 и 1500 метров и в эстафете 4х400 метров.
В 2004 году участвовала в чемпионате мира в помещении в Будапеште. В четвертьфинале показала худший, 29-й результат — 2 минуты 22,72 секунды.
В 2004 году вошла в состав сборной Гуама на летних Олимпийских играх в Афинах. В беге на 1500 метров в четвертьфинале заняла последнее, 14-е место, показав результат 4.44,53 и уступив 36,80 секунды попавшей в полуфинал с 8-го места Карле Сакраменту из Португалии.

## Личный рекорд
- Бег на 1500 метров — 4.37,59 (2005)[2]